# L'Alzina (Begues)
L'Alzina és una de les masies més antigues i més importants del municipi de Begues, al Baix LlobregatL'edificació s'inicia ja al s.XIV i l'aspecte actual és resultat de les reformes que s'hi han fet al s.XIX, moment que conflueix amb la màxima esplendor de la pagesia, poc abans de l'arribada de la fil·loxera.
La importància que tingué el mas, s'observa veient els annexos que envolten la casa principal, i les ampliacions del s. XIX, i el pati interior i la quintana, i l'era. A la façana hi ha un rellotge de sol i un plafó barroc fet de rajoles amb la imatge de sant Cristòfol.

## Conjunt arquitectònic
El conjunt està conformat per diverses edificacions de caràcter agrícola escampades al llarg d'un carrer, a partir de la masia de l'Alzina, que té planta rectangular, amb planta baixa, pis i golfes, i teulada de teula àrab de doble vessant. L'edifici presenta tres portes d'entrada on hi destaca la que està situada al mig de la façana. És una porta amb arc escarser feta amb dovelles de gres vermell. Les altres portes són més modernes, realitzades durant la compartimentació de l'edifici. A nivell de la planta baixa hi ha un sòcol de pedra, també modern, d'extrem a extrem de la façana. La cornisa de l'edifici s'adorna amb una decoració de dents de serra i a la banda esquerra hi ha una corriola de ferro que corresponia a un antic pou.

## Història
La casa actual podria ser hereva d'un dels tres masos pròxims a l'església comptabilitzats als fogatges del segle XIV. Els estadants, entre els anys 1569 i 1836 consten en els bateigs de la família Vendrell de l'Alsina. L'any 1632 el Mas de l'Alzina és un dels pocs masos que es relacionen al cens de la parròquia de Begues. El 1642 es documenta la mort de Jaume Vendrell de l'Alzina, que era també propietari també de l'Abeurada i del Mas Ferré. El 1756 el propietari era Fèlix Vendrell de l'Alzina. El 1849 es documenta la casa actual, ja anomenada Casa Alzina.